# Derion Kendrick
Derion Rayshawn Kendrick (Rock Hill, Carolina del Sur, 24 de agosto de 2000) más conocido como Derion Kendrick, es un jugador profesional estadounidense de fútbol americano que se desempeña en la posición de cornerback en Los Angeles Rams, equipo de la National Football League (NFL).

## Carrera
Fue seleccionado en la sexta ronda en la Reunión Anual de Selección de Jugadores de la NFL de 2022. Hizo su debut profesional con el equipo Los Angeles Rams, donde lleva jugando dos temporadas.